# Handel ludźmi w Meksyku
Meksyk jest źródłem oraz krajem tranzytowym i docelowym handlu ludźmi. Do grup najbardziej narażonych na stanie się ofiarą tego procederu w Meksyku należą kobiety i dzieci, nieudokumentowani migranci, ludność rdzenna, chłopi, robotnicy, pracownicy nieformalni, młodzież oraz osoby o niskim poziomie wykształcenia lub analfabetyzmu.

## Prostytucja
Prostytucja w Meksyku jest nielegalna, jednak większość miast ma tzw. “Zonas de Tolerancia” gdzie ta forma pracy jest dozwolona. To sprawiło, że Meksyk stał się celem turystyki seksualnej i jednym z największych węzłów handlu seksem na świecie. Opłacalność prostytucji napędza przymusową eksploatację dziewcząt jako niewolnic seksualnych. Szacuje się, że od 16 000 do 20 000 meksykańskich i środkowoamerykańskich dzieci pada ofiarami seksbiznesu, a w latach 2000–2002 około 135 000 dzieci w Meksyku zostało porwanych, przypuszczalnie w celu wykorzystania w prostytucji, pornografii lub nielegalnym handlu adopcjami.
Kobiety, dziewczęta i chłopcy są poddawani służbie seksualnej w Stanach Zjednoczonych i Meksyku, zwabieni fałszywymi ofertami pracy z biednych regionów wiejskich do obszarów miejskich, przygranicznych i turystycznych.

## Rozpowszechnienie
Zdecydowana większość zagranicznych ofiar pracy przymusowej i usług seksualnych w Meksyku pochodzi z Ameryki Środkowej, w szczególności z Gwatemali, Hondurasu i Salwadoru; wiele z nich przejeżdża przez Meksyk w drodze do Stanów Zjednoczonych oraz, w mniejszym stopniu, do Kanady i Europy Zachodniej. Jednakże w Meksyku spotyka się również ofiary handlu ludźmi z Ameryki Południowej, Karaibów, Europy Wschodniej, Azji i Afryki, a niektóre z nich przejeżdżają przez ten kraj w drodze do Stanów Zjednoczonych. Nieletni z Ameryki Środkowej bez opieki, podróżujący przez Meksyk, aby spotkać się z członkami rodziny w Stanach Zjednoczonych, padają ofiarą handlarzy ludźmi, szczególnie w pobliżu granicy z Gwatemalą. Meksykańscy mężczyźni i chłopcy z południowego Meksyku są poddawani pracy przymusowej w północnym Meksyku, a Amerykanie z Ameryki Środkowej, zwłaszcza Gwatemalczycy, są poddawani pracy przymusowej w południowym Meksyku, zwłaszcza w rolnictwie. Dziecięca turystyka seksualna w Meksyku nadal rośnie, głównie w obszarach turystycznych (Acapulco i Cancún), oraz w północnych miastach granicznych (Tijuana i Ciudad Juárez).

### Globalizacja
Wskaźnik handlu ludźmi wzrósł bezpośrednio w korelacji z globalizacją. Globalizacja zwiększyła handel transgraniczny i zapotrzebowanie na tanią siłę roboczą; jednak polityka migracyjna USA i innych krajów nie zmieniła się wraz z poziomem zapotrzebowania co zmusza ludzi do nielegalnej imigracji, która stwarza idealne warunki dla zorganizowanych operacji przestępczych do tworzenia kręgów przemytniczych. Wraz ze wzrostem handlu zagranicznymi towarami do obszarów wiejskich, konkurencja importowa na rynkach wiejskich zmusiła ludzi z biednych obszarów do migracji do uprzemysłowionych gospodarek w celu uzyskania lepszych środków do życia. Ich położenie często czyni ich przedmiotem wyzysku i handlu w różnych formach pracy przymusowej, aby wspierać gospodarkę.

## Handel przez granicę ze Stanami Zjednoczonymi
Jedna trzecia osób, które trafiają do Stanów Zjednoczonych, pochodzi z Ameryki Łacińskiej, a zdecydowana większość dostaje się do USA przez granicę meksykańsko-amerykańską. Ta wyjątkowo porowata granica była w przeszłości miejscem jednej z najbardziej przeciągających się migracji zarobkowych na świecie, a od 2011 r. jest największym w Ameryce Północnej miejscem tranzytowym dla małych dzieci wykorzystywanych w handlu pracą i prostytucji.
“Kojot” jest potocznym terminem używanym w odniesieniu do przemytników migrantów wzdłuż granicy Meksyku ze Stanami Zjednoczonymi. W przeszłości relacja kojot-migrant kończyła się, gdy przemytnik dostarczył migranta do USA, jednak coraz częściej zdarza się, że kojoty zmuszają migrantów do wyzysku w układach pracy po dotarciu do miejsca przeznaczenia. Umowy często obejmują przymusową pracę w rolnictwie i/lub usługi seksualne, na które migranci nigdy by się nie zgodzili, gdyby byli ich świadomi. Kojoty wykorzystują niespłacony dług jako groźbę, aby zmusić migrantów do zawarcia umów. Rosnące koszty przemytu, wynikające ze zwiększonej ochrony granic, sprawiły, że migranci znacznie częściej stają się zadłużeni. Dodatkowo, rozszerzenie roli kojota na transport migrantów do miejsca docelowego na terenie USA, a nie tylko przewiezienie ich przez granicę, pociąga za sobą dodatkowe koszty, które migrant musi ponieść, a tym samym zwiększa prawdopodobieństwo, że będzie on wykorzystywany i sprzedawany jako robotnik przymusowy lub pracownik seksualny.